# 10135 Wimhermsen
A 10135 Wimhermsen (ideiglenes jelöléssel (10135) 1993 LZ1) a Naprendszer kisbolygóövében található aszteroida. Henry Holt fedezte fel 1993. június 13-án.

## Kapcsolódó szócikk
- Kisbolygók listája (10001–10500)